# أقمار بلوتو

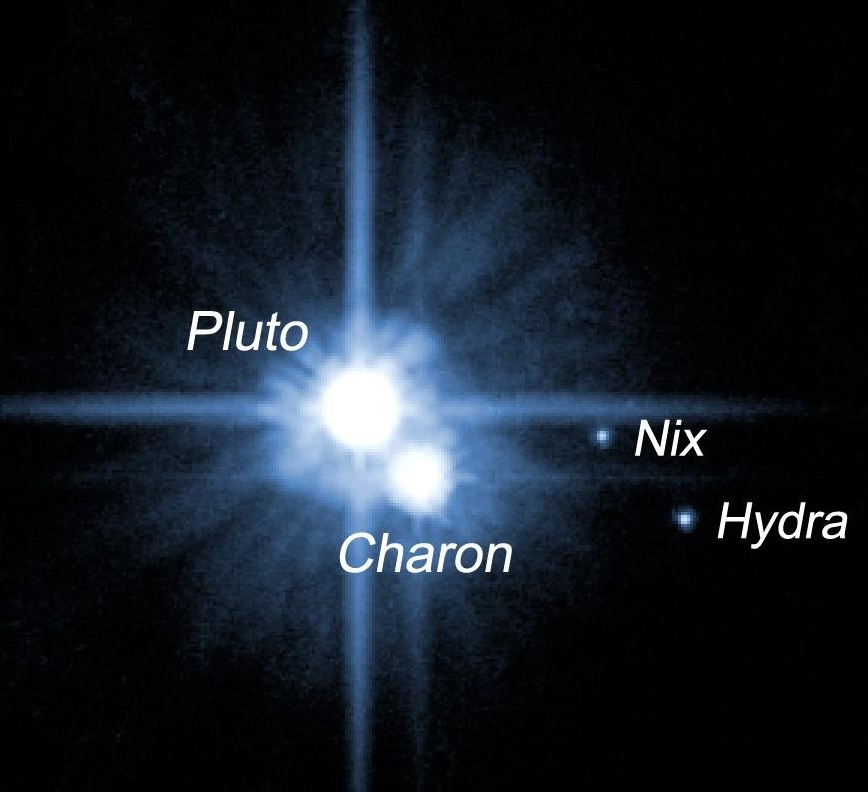
صورة هابل للنظام البلوتوني توضح الأقمار الأربعة لبلوتو

أقمار بلوتو أو أقمار كوكب بلوتو هو كوكب قزم لدى نظامنا الشمسي. لديه 5 أقمار. أكبرهم هو شارون (قمر) الذي يُعتبر الأكبر نسبياً مقارنة مع الأقمار الثلاثة الأخرى (منهم نيكس، هيدرا (قمر)، واس/2011 بي 1 (P4)). إن الفريق الذي أكتشف القمر اس/2011 P1 قد وجد أيضاً أنه من المحتمل وجود زوجاً من الأقمار أكثر خفوتاً، ولكن الموضوع يحتاج لدراسات مكثفة لتأكيد ذلك.

## التاريخ

أحجام وألوان نسبية للنظام البلوتوني

إن القمر الأعمق والأهم هو شارون (قمر)، تم اكتشافه بواسطة جيمس كريستي في 22 يونيو،1978، أي بعد نصف قرن تقريباً من اكتشاف كوكب بلوتو. لقد تم تصوير قمرين بصحبة بلوتو بواسطة استخدام مرصد هابل الفضائي في مايو 2005 بعد أن أكد فريق العمل اكتشافه لمدارين لقمرين أخذوا أسماء نهائية ب: هيدرا (قمر):اس/2005 بي 1 (Hydra:S/2005 P1) , ونيكس:اس/2005 بي 2 (Nix: S/2005 P2).
أيضاً، لقد تم اتخاذ أسماء مجزئة بالأحرف الأولى ن.هـ (NH) لكي تلمح وتشير إلى رحلة نيوهورايزونز.
لقد تم أخذ ملاحظات من مرصد هابل الفضائي في فبراير ومارس 2006، تشير إلى احتمالية وجود حلقات تكونت عن طريق التصادم مع أقمار أخرى أصغر حجماً. وهذا ما تحققت منه مهمة نيوهورايزونز

## الصفات والخواص
النظام البلوتوني مدمج للغاية: أربعة مدارات الخاصة بالأقمار الصناعية المعروفة في 3٪ من داخل المنطقة حيث ستكون المدارات مستقرة.

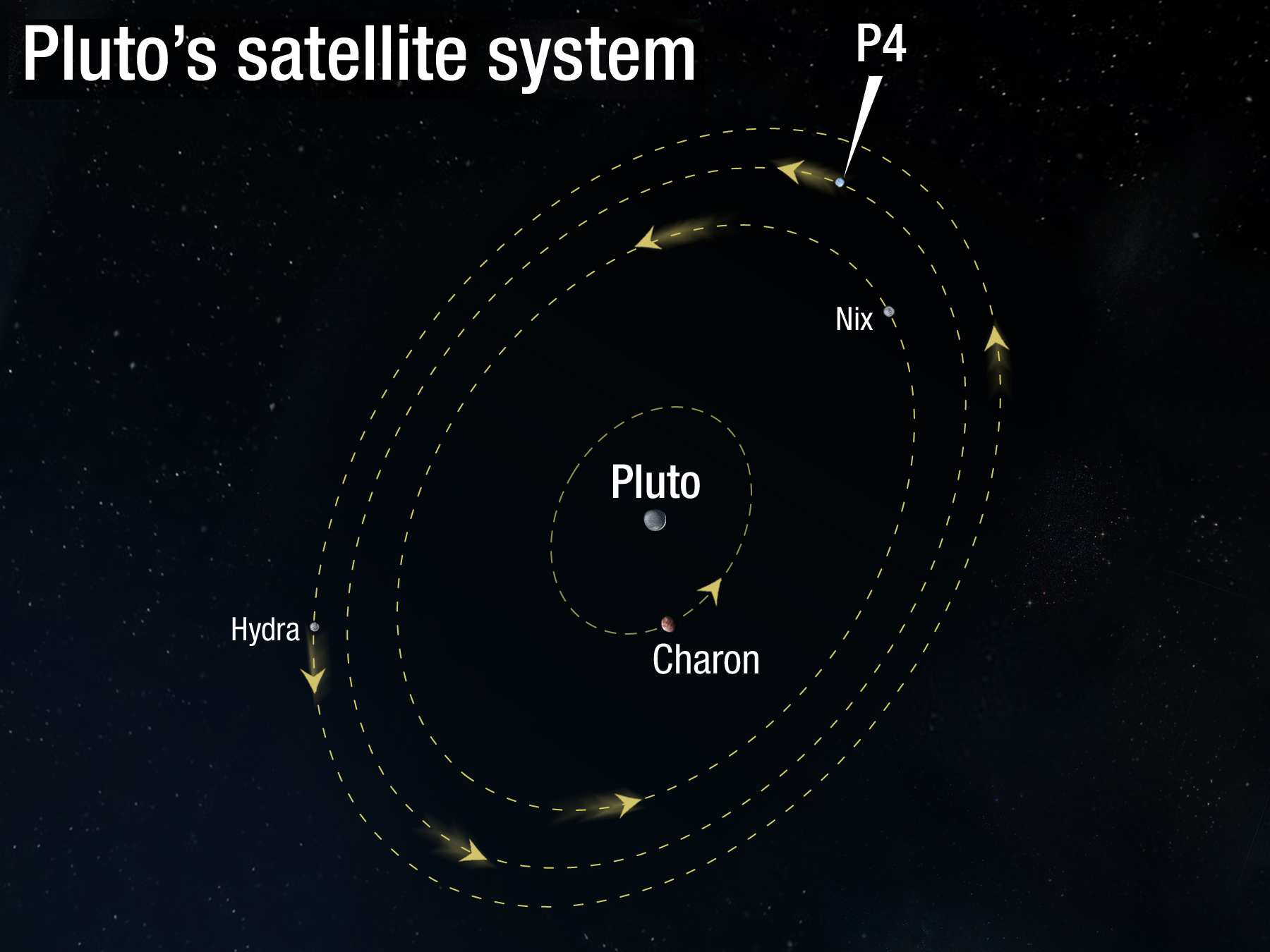
المدارات الأربعة المعروفة لبلوتو.

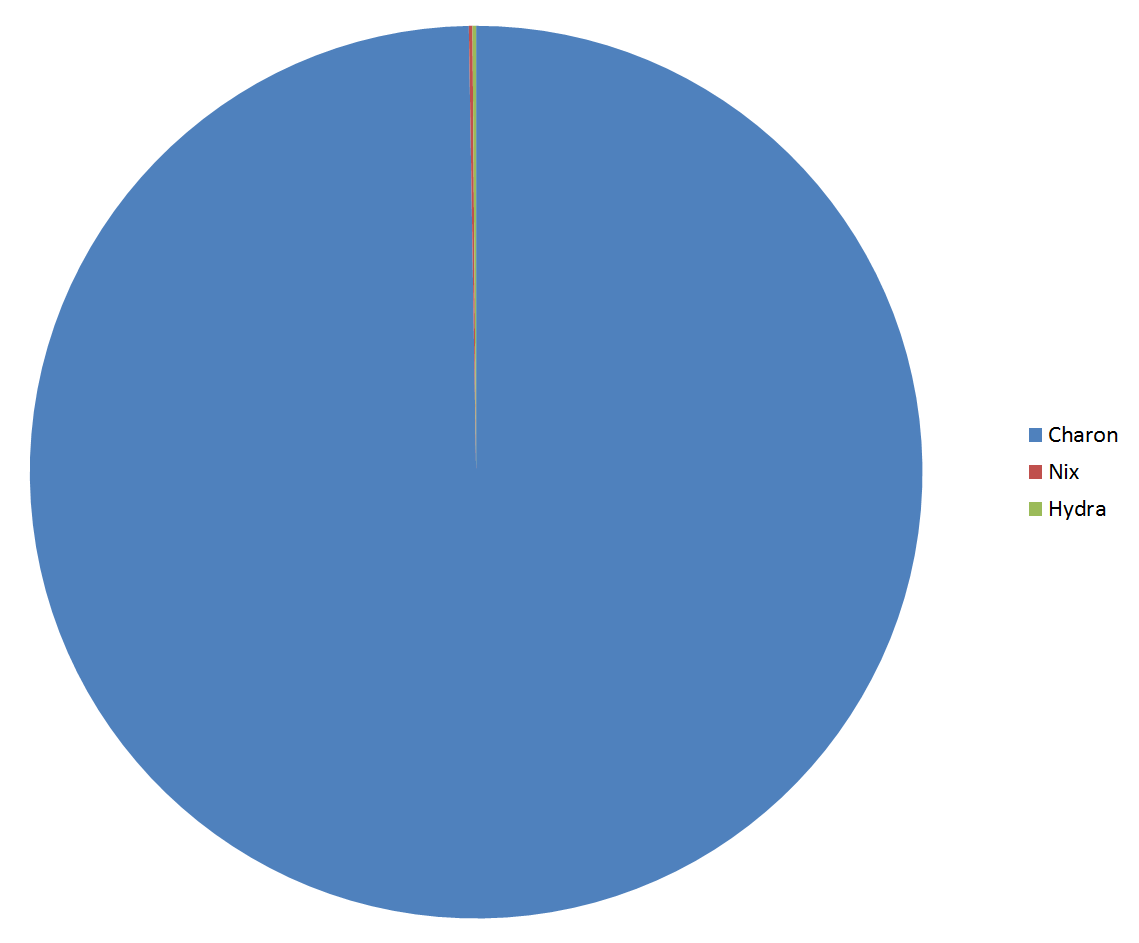
الأحجام النسبية لأقمار بلوتو. شارون يسيطر على النظام،نيكس وهيدرا بالكاد يظهرون بهذا المقياس.

إن كوكب بلوتو وقمره شارون قد سُميا بالكوكب المزدوج لأن قمره شارون أكبر من بلوتو (نصف قطره وثمانية مرات وزنه) عكس أي قمر بالنسبة لكوكب أو كوكب قزمي. حيث إن شارون هو أكبر كفاية فيما عدا تشابهه بمدارات كوكب بلوتو الأخرى اللامركزية (Barycentric) حيث يعتبر أيضاً القمر شارون مقيدا، فيظهر دائماً بوجه دون وجهه الآخر.
في سياق إعادة حسابات بِوي وجرونديز الحديثة مع أخذ الصور القديمة، فإن مدارات الأقمار قد أُثبِت دائريتها ومتحد المستوى مع انحراف يساوي تقريباً 0.4 درجة مئوية واختلاف مركزي أقل من 0.005. إن الرسم التوضيحي على اليمين يوضح المنظور من المحور المداري للقمر (ميل 0، ميل وصعود جهة اليمين 133 درجة)، على نفس محور HST فوقه. عند النظر من كوكب الأرض، فإن هذه المدارات الدائرية تظهر وكأنها تقصر قليلاً لتكون ذات شكل بيضاوي. وهذا طبعاً يعتمد على موقع كوكب بلوتو.
عندما تم اكتشاف هيدرا، كان أكثر وضوحاً من نيكس. وبالتالي، كان الاعتقاد بأنه أكبر من نيكس بـ 20%، ولكن ملاحظات المتابعة أثبتت بأنهما تقريباً متماثلين. إنه من الأكثر حظاً أن يكون الوضوح ناتج من الضوء المنحني لهيدرا، ولكنه في الحقيقة ناتج من الشكل الغير منتظم أو للتغير في سطوع السطح (البياض) غير المعروف. إن أنصاف أقطار الأجسام يمكن حسابها وتقديرها من افتراض بياضها وسطوعها؛ إن الحسابات التقديرية أعلاه تشير إلى 35% بياض وسطوع مثل شارون، ولكن الأقمار من الممكن لها أن تكون أكبر بـ 130 كم إذا كان لديها 4% بياض وسطوع من الأظلم KBO. على الرغم من ذلك فإن ألوانها وخواصها الكيميائية من المفترض أن تكون مشابهة لشارون، من الأكثر حظاً أن يكون بياضهم وسطوعهم متشابهاً كما والأقطار قريبة من القيم التقديرية الأقل.

### التكوين والأصداء

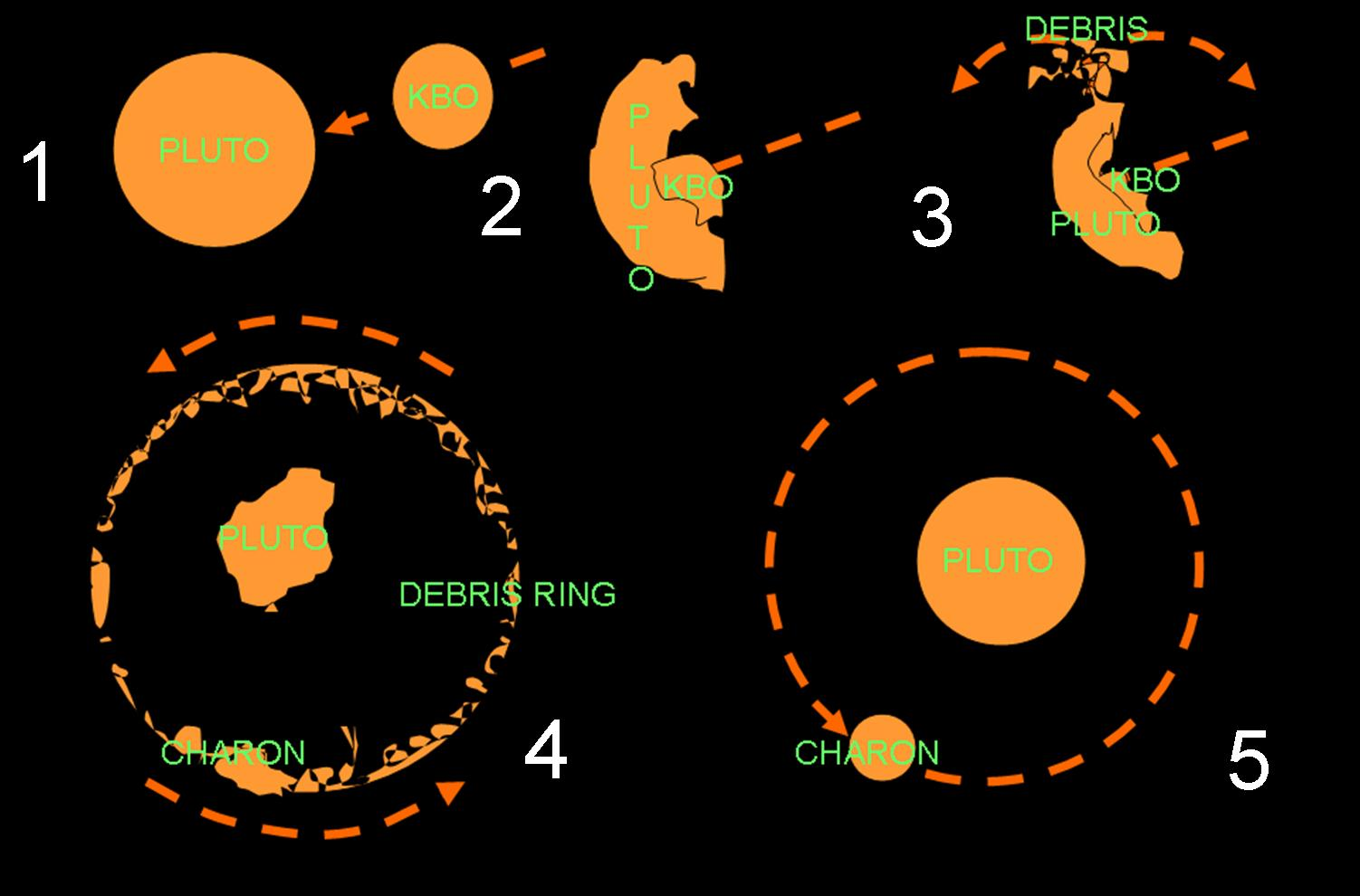
1.تكون أقمار بلوتو: a حزام كايبر nears بلوتو; 2.الKBO يصدم بلوتو; 3: a حلقة كوكبية forms around Pluto; 4: the حطام aggregates to form Charon; 5: Pluto and شارون relax into spherical bodies.

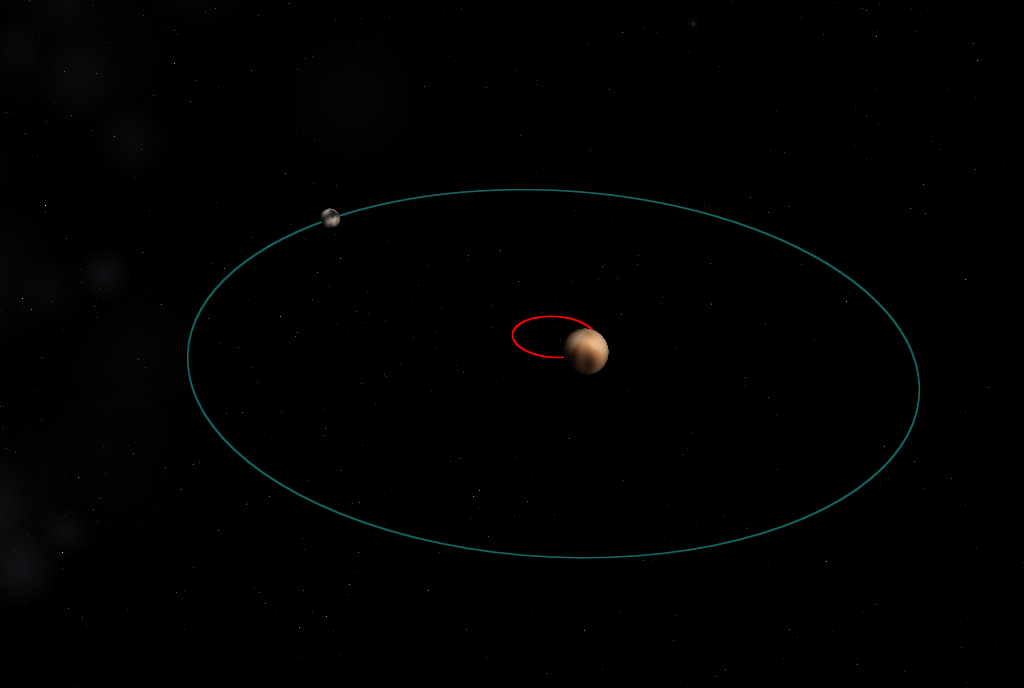
Pluto orbits a point outside itself. Pluto's orbit is shown as red while Charon's orbit is shown as green.

من المتوقع أن النظام البلوتوني سوف يتم تشكيله من خلال تصادم قوي مشابهاً لـ «التصادم الكبير» والذي هو مُصدِقاً لمثل ما حدث مع قمر كوكب الأرض. في كلتا الحالتين، فإن العزم الزاوي الكبير للأقمار يمكن شرحه بأحد السيناريوهات.كلما كانت المدارات الدائرية للأقمار قريبة كان ذلك مؤكداً أنه تم تشكيله من خلال تصادم، أكثر من كونه حزام لأجسام كويبر. هذا وأصداء المدارات القريبة مع شارون (انظر بالأسفل) تقترح بأنه تم تشكيله اقرب لبلوتو أكثر مما يبدو الآن. وأيضاً، هم ينزحون معاً للخارج مثلما فعل شارون في مداره حالياً. إذا استطاع هيدرا ونيكس التحول ليكونا محكمين بالمد والجزر، مثل شارون، سيعمل هذا على استقرار الأمر. حيث ستكون قوى المد والجزر ليست كافية لإخماد التناوب في مداراتها الحالية. ستأخذ الأقمار اللون الرمادي مثل شارون، والذي ستكون متناسقة مع لونها الأصلي. على الاختلاف في اللون من بلوتو، واحدة من الهيئات الأكثر حمرة في النظام الشمسي نظرا لآثار أشعة الشمس على النيتروجين والثلوج وغاز الميثان من سطحه.قد يكون راجعا إلى فقدان المواد المتطايرة من هذا القبيل أثناء التحام تأثير أو لاحقة، وترك السطوح من الأقمار التي تهيمن عليها جليد الماء.ومن المتوقع أن مثل هذا التأثير لخلق حطام إضافية (أكثر الأقمار)، ولكن هذه يجب أن تكون صغيرة نسبيا قد تجنب الكشف عن طريق هابل. فمن الممكن أن يوجد أيضا الأقمار الصناعية غير النظامية غير المكتشفة، التي يتم التقاطها حزام أجسام كويبر.

## جدول

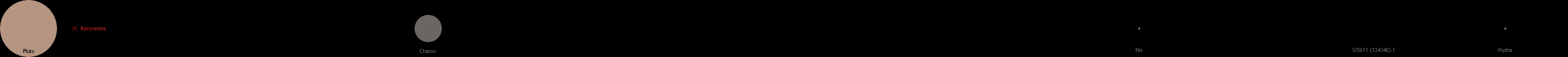
,
جدول بلوتو واقمارة كبير الحجم بما في ذلك مركز الثقل، لن تظهر التفاصيل كاملة إلا عند فتح الصورة في الحجم الكامل.

| اسم       | اسم      | صورة | متوسط القطر (بالكيلو متر) | كتلة (×1021 كيلوجرام) | نصف المحور الرئيسي (بالكيلومتر) | دور مداري (بالأيام) | انحراف مداري      | زاوية الميلان (علي خط إستواء بلوتو) | تاريخ الإكتشاف |
| --------- | -------- | ---- | ------------------------- | --------------------- | ------------------------------- | ------------------- | ----------------- | ----------------------------------- | -------------- |
| بلوتو     | بلوتو    |      | 2306                      | 13.05 ± 0.07          | 2 035*                          | 6.387 230           | 0.0022            | 0.001°                              | 1930           |
| بلوتو I   | شارون    |      | 1207 ± 3                  | 1.52 ± 0.06           | 17 536 ± 3*                     | 6.387 230           | 0.0022            | 0.001°                              | 1978           |
| بلوتو II  | نيكس     |      | 46–137                    | <0.002                | 48 708                          | 24.856 ± 0.001      | 0.0030            | 0.195°                              | 2005           |
| بلوتو III | هايدرا   |      | 61–167                    | <0.002                | 64 749                          | 38.206 ± 0.001      | 0.0051            | 0.212°                              | 2005           |
| بلوتو IV  | كيربيروس |      | 13–34                     | 1.65                  | ~59,000                         | 32.1                | 0.00328 ± 0.00020 | 96°                                 | 2011           |
| بلوتو IIV | ستيكس    |      | 0.00027                   | 7.5                   | 78                              | 6.387 230           | 0.001144          | 82°                                 | 2012           |